# Cassa di Risparmio di Saluzzo
La Cassa di Risparmio di Saluzzo SpA è stata un istituto di credito Piemontese che il 27 luglio 2020 è stata incorporata dalla capogruppo BPER Banca.
La banca è sorta a inizio secolo come cassa di risparmio per impulso di alcuni protagonisti e notabili del mondo imprenditoriale-agricolo del saluzzese per favorire la diffusione del credito a sostegno delle attività economiche nel territorio.
La Cassa di Risparmio di Saluzzo oltre alla sede di Saluzzo poteva contare su altri 26 sportelli (di cui 19 nella provincia di Cuneo e 7 nella provincia di Torino) con 205 unità.